# Turnia

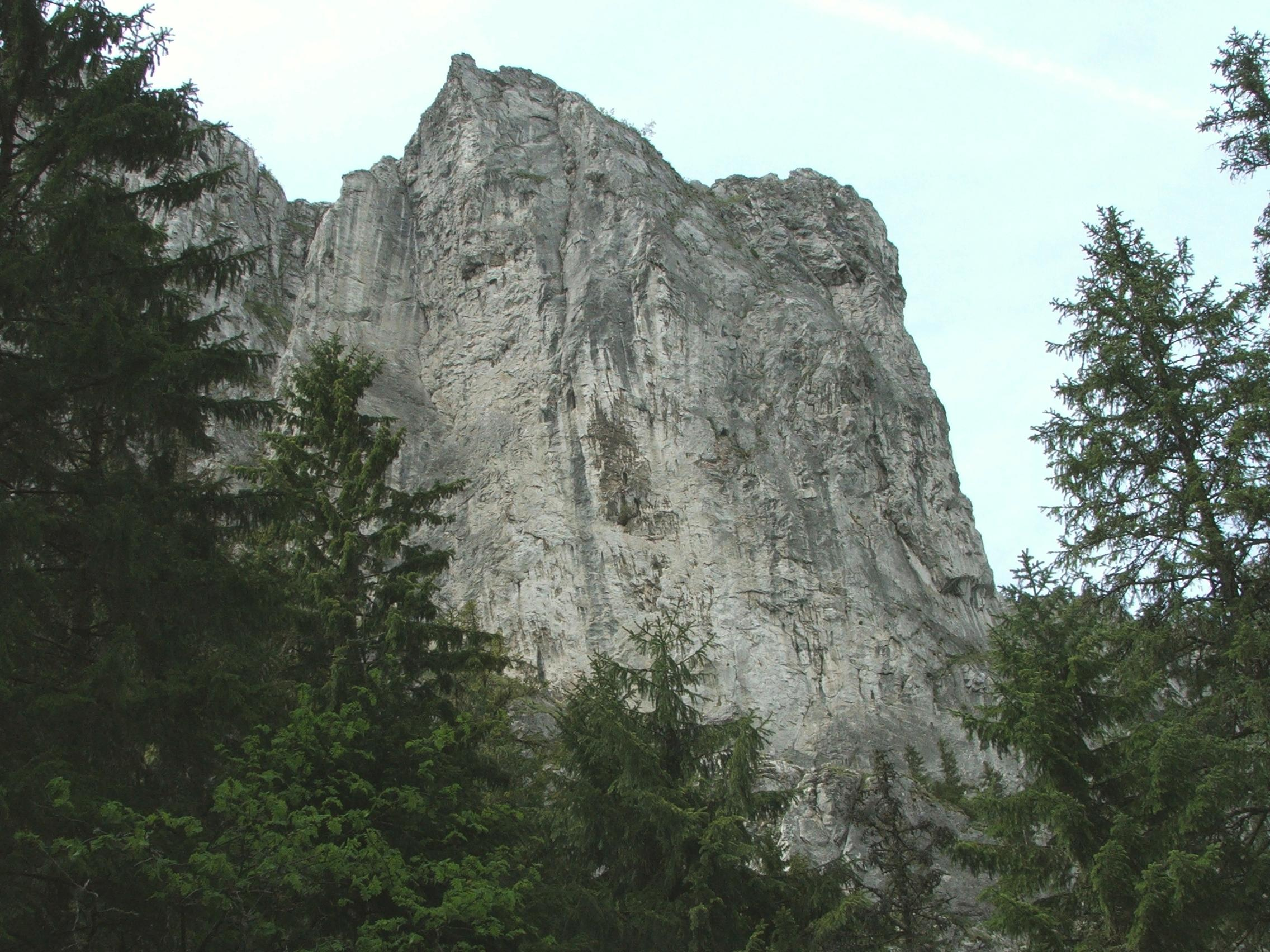
Raptawicka Turnia

Turnia – rodzaj skalistego, ostrego szczytu lub skałki o stromych lub nawet pionowych ścianach. Charakterystyczna jest dla gór o rzeźbie alpejskiej, przekształconych w wyniku działania lodowca, albo powstała w skałach wapiennych w wyniku działania procesów krasowienia. Niewielką turnię nazywa się zdrobniale turniczką (w gwarze podhalańskiej turnicka). W dawniejszej literaturze tatrzańskiej słowa turnia używano też dla określenia po prostu skalistego terenu. Przykładowo „wspinać się po turniach” oznaczało tyle co „chodzić po skałach”.
Terminy „turnia” i „turniczka” pochodzą z gwary podhalańskiej i używane są w topografii, tatrologii i taternictwie. Wywodzi się je zaś od niemieckiego słowa Turm oznaczającego wieżę, turnię. Słowacki odpowiednik turni to veža (pol. „wieża”).
Na terenie Polski ogromna część szczytów mających w nazwie słowo „turnia” znajduje się w Tatrach Wysokich, wiele spośród nich w długiej wschodniej grani Świnicy (Orlej Grani) i jej odnogach: Gąsienicowa Turnia, Niebieska Turnia, Zawratowa Turnia, Zamarła Turnia, Żółta Turnia, Orle Turniczki, Wielka i Mała Buczynowa Turnia, Turnia nad Dziadem. Na zachód od Świnicy są położone Skrajna i Pośrednia Turnia. W rejonie Morskiego Oka słowo to znajduje się w nazwach Ciemnosmreczyńskiej Turni, Hińczowej Turni, Wołowej Turni oraz Żabiej Turni Mięguszowieckiej. Również w słowackiej części Tatr Wysokich znajdują się takie góry, na przykład Ponad Ogród Turnia (Kvetnicova veža). Dużo mniej szczytów o takich nazwach znajduje się w Tatrach Zachodnich z powodu łagodniejszej rzeźby terenu.